# Malweiber

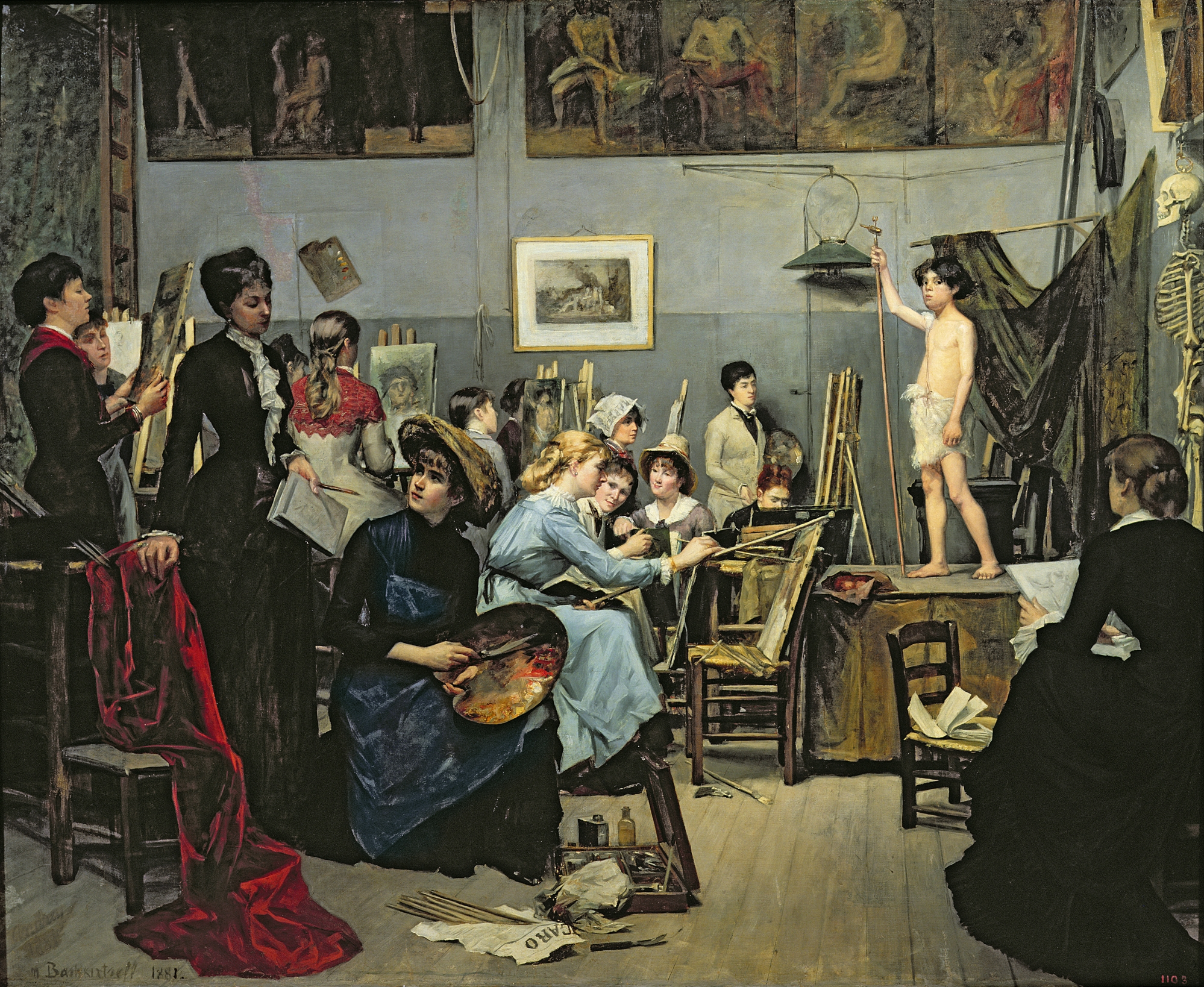
Marie Bashkirtseff, Im Studio, Darstellung einer Malklasse an der Académie Julian in Paris, Öl auf Leinwand, 1881, Kunstmuseum, Dnipro

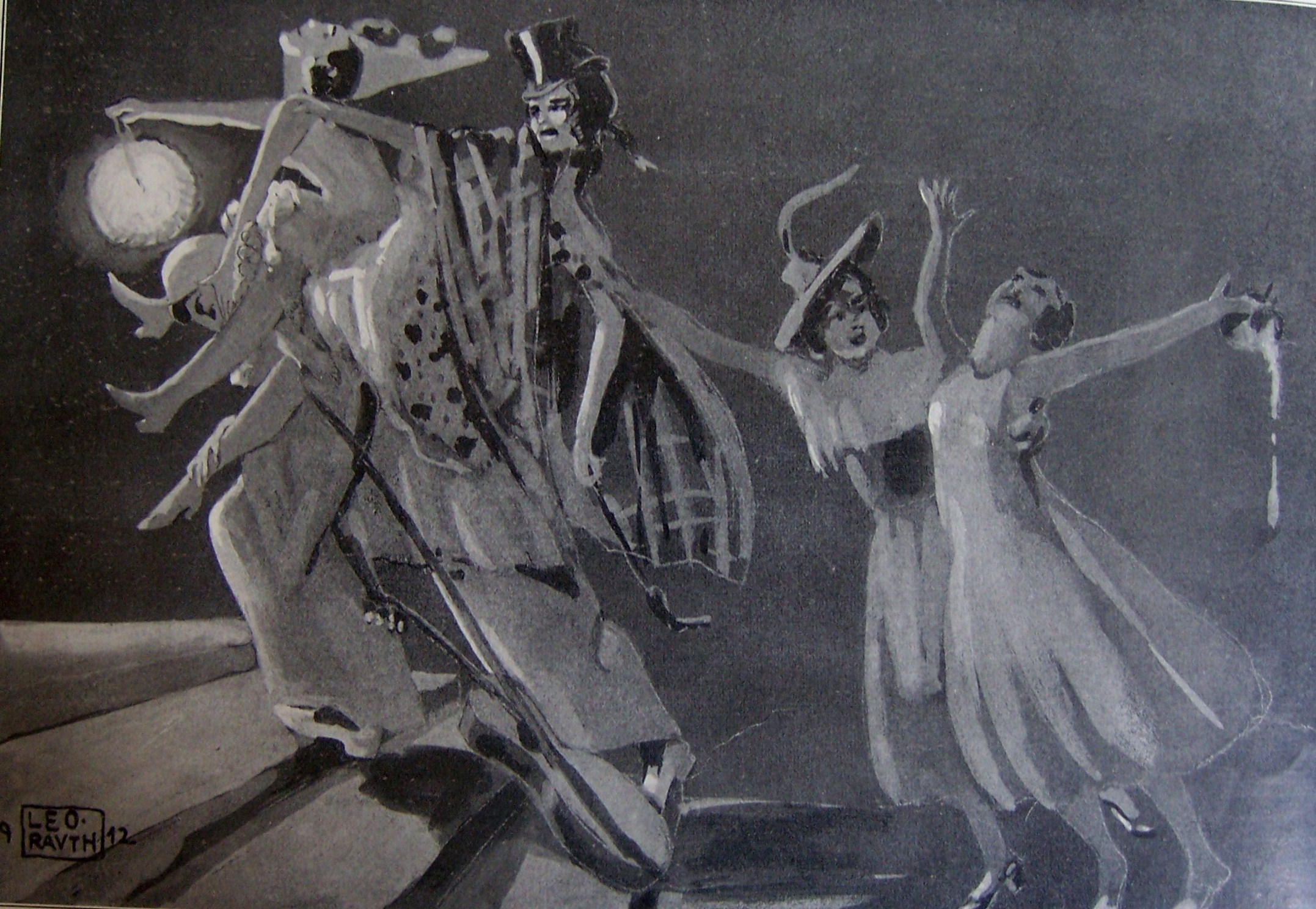
Leo Rauth: Die Schwabinger Malweiber, Illustrirte Zeitung Nr. 3581 vom 15. Februar 1912, Verlag J.J. Weber Leipzig, S. 18.

Malweiber wurden abfällig die Frauen genannt, die um das Jahr 1900 vor der Natur malten und dazu mit Staffelei, Pinsel und Palette ins Freie zogen. Da sie als Frauen in der Kunst noch nicht zum Studium zugelassen waren, hatten sie ihre Kunst in privatem Unterricht und in Malschulen gelernt. Diese hatten sich in der Nähe der Kunstakademien in München, Berlin, Paris oder  der Großherzoglichen Malerinnenschule Karlsruhe angesiedelt.

## Historischer Kontext
Im 19. Jahrhundert und Anfang des 20. Jahrhunderts waren nur Männer im deutschen Kaiserreich zum Studium an den Kunstakademien und Kunsthochschulen zugelassen; in vielen anderen europäischen Ländern war es ähnlich. Einzelne Ausnahmen gab es, so ließ das Städelsche Kunstinstitut in Frankfurt am Main ab 1913 Frauen in einer sogenannten „Damenabteilung“ studieren. Frauen wurde künstlerische Beschäftigung lediglich für den Hausgebrauch zugestanden, so etwa Kissen sticken oder Blumen zeichnen. Es galt als unschicklich, wenn Frauen zu viele künstlerische Ambitionen entwickelten oder sich gar professionell als Künstlerinnen betätigen wollten.
Erst 1919 wurde in Deutschland Frauen das Studium an den nationalen Kunstakademien erlaubt. Bis dahin suchten viele künstlerisch ambitionierte Frauen nach Alternativen wie etwa Privatlehrer oder private Kunstschulen; später kamen Damenklassen an den Kunstakademien hinzu (etwa in München und Stuttgart oder die Académie Julian oder Colarossi in Paris). Der Besuch der Damenklassen in den Kunstakademien und auch die privaten Malschulen waren für die Frauen kostspielig, sodass sich nur Frauen aus wohlhabendem Haus eine künstlerische Ausbildung leisten konnten. Auch war die Behandlung der Kunststudentinnen anders als die der Kunststudenten, so mussten die Frauen häufig deutlich höhere Gebühren zahlen – die Ausbildung von Frauen an Privatschulen war ein lukratives Geschäft für viele Künstler. Die Ausbildung der Kunststudentinnen in den Damenklassen war ferner kürzer und es wurde das schriftliche Einverständnis der Eltern verlangt.
Eine weitere Alternative für angehende Künstlerinnen war, ins Ausland zu gehen. Ein besonderer Anziehungspunkt für deutsche Künstlerinnen war Paris, denn dort hatten Künstlerinnen mehr gesellschaftliche Freiheiten als im wilhelminischen Deutschland. Ferner hatten Frauen dort die Möglichkeit, gemeinsam mit Männern in gemischten Klassen zu studieren und auch an Anatomieklassen teilzunehmen, die sonst nur Männern vorbehalten waren. Weitere Orte der Inspiration und Zufluchtsstätten für Künstlerinnen der Moderne waren die Künstlerkolonien, z. B. in Worpswede, Dachau oder Ahrenshoop, aber auch in den großen Städten wie Berlin, München, Wien oder Zürich.

## Der AusdruckMalweiber
Frauen, die künstlerischen Betätigungen nachgingen, mussten im 19. Jahrhundert und auch noch Anfang des 20. Jahrhunderts nicht nur über finanzielle Ressourcen oder die Unterstützung ihrer Familie verfügen, sondern auch einigen Anfeindungen widerstehen. So wurde den Frauen unterstellt, sie wären von Natur aus nicht zu größeren künstlerischen Leistungen fähig und eigentlich nur auf der Suche nach einem Ehemann. Sollten Frauen versuchen, doch einen Beruf als Künstlerin zu ergreifen, liefe das ihrer weiblichen Natur zuwider und führe zu Krankheit und Unfruchtbarkeit. Auch Ehefrauen von Künstlern wurde geraten, ihren Ehemann zu unterstützen, statt selbst eine künstlerische Karriere anzustreben. Schließlich mussten die Frauen auch die Bedenken ihrer Familien überwinden, so wünschte der Vater der heute bekannten Künstlerin des Expressionismus Paula Modersohn-Becker beispielsweise, dass seine Tochter Lehrerin wird und kochen lernt.
Aus heutiger Sicht, so die Kunsthistorikerinnen Kathrin Umach und Helga Gutbrod, klinge das Wort Malweiber nach einem „kecken“ Ausdruck für Künstlerin. Tatsächlich handelte es sich bei dem Ausdruck Malweiber um ein Schimpfwort, das die Einstellung der Zeit um die Wende zum 20. Jahrhundert gegenüber Künstlerinnen widerspiegelte. Malweiber war der Titel einer Karikatur von Bruno Paul in der satirischen Wochenzeitschrift Simplicissimus: In der so betitelten Karikatur wird ein Maler gezeigt, dem eine Frau beim Malen an einer Staffelei über die Schulter blickt. Der Text unter der Karikatur lautet: „Sehen Sie, Fräulein, es giebt zwei Arten von Malerinnen: die einen möchten heiraten und die anderen haben auch kein Talent.“
1912 verteidigte die Schriftstellerin Maximiliane von Weißenthurn die Künstlerinnen, da jeder Unvoreingenommene, der „entweder aus Ueberzeugung oder aus Neid gegen die ‚Malweiber‘ eingenommen ist, anerkennen müss[e], daß deren manche Tüchtiges und Leistungswertes schaffen.“
Der Journalist Fritz von Ostini schrieb 1914 in seinem Artikel Das Münchner Malweibchen, dass alle jungen Frauen so bezeichnet würden, die unter dem Vorwand, künstlerisch tätig zu sein, in München ein Leben abseits vom gutbürgerlichen Ideal führen wollen. Im wilhelminischen Deutschland herrschte auch die Meinung vor, dass ein bohèmehaftes Künstlerleben nichts für Frauen sei.
Ab den 2000er Jahren kam der Trend auf, Ausstellungen der Kunst von Künstlerinnen um die Wende zum 20. Jahrhundert mit Malweiber zu bezeichnen, in Anspielung auf die damals verächtliche Bezeichnung für die Künstlerinnen: So hatte eine Ausstellung der Kunst einiger Jahrhundertwende-Künstlerinnen in Neu-Ulm und Aschaffenburg 2016, darunter Ida Gerhardi, Käthe Kollwitz, Martha Bernstein, Paula Modersohn-Becker und Clara Westhoff, den Titel Die Malweiber von Paris: Deutsche Künstlerinnen im Aufbruch. Auch Publikationen zu Künstlerinnen der Moderne firmieren unter dem Stichwort Malweiber, beispielsweise das Buch von Angela Rapp Der Hiddensoer Künstlerinnenbund – Malweiber sind wir nicht zum Hiddensoer Künstlerinnenbund oder das Buch Die Malweiber: Unerschrockene Künstlerinnen um 1900 von 2009, das durch mehrere Auflagen ging. Auch Zeitungsartikel griffen den Ausdruck Malweiber auf, so etwa der Zeitungsartikel Die Malweiber - Dachaus Gemäldegalerie stellt Künstlerinnen aus, die um 1900 am Ort aktiv waren auf merkur.de zur Ausstellung der Gemäldegalerie in Dachau mit Künstlerinnen um 1900.